# Claudia Acuña
Claudia Acuña là ca sĩ nhạc jazz, người viết bài hát và nhà biên soạn nhạc người Chile.

## Tiểu sử
Sinh ra ở Santiago và lớn lên ở Concepcion, bà đã được truyền cảm hứng bởi Victor Jara và Violetta Parra từ thuở bé sau này sẽ trình diễn nhiều loại dòng nhạc khác nhau, gồm có nhạc dân gian, nhạc pop và opera. Bà chuyển sự chú ý sang thể loại nhạc nổi tiếng của Mĩ và nhạc jazz khi bà 15 tuổi, khi lần đầu bà nghe Frank Sinatra, Erroll Garner và Sarah Vaughan. Quay trở về Santiago vào năm 1991, bà nhanh chóng nổi tiếng trên các sân khấu jazz địa phương thông qua các buổi biểu diễn trực tiếp và chương trình phát sóng radio với các nghệ sĩ khách mời.
Năm 1995, Acuña chuyển đến New York City và bắt đầu trình diễn tại các buổi ứng tấu nhạc jazz và các câu lạc bộ như Zinc Bar và Smalls. Bà cũng biểu diễn với ban nhạc tiêng của bà tại Jazz Gallery nổi tiếng. Trong số nhiều cộng sự âm nhạc cô gặp trong giai đoạn này có tay piano/nhà sáng tác Jason Lindner, người đã và vẫn đang là nhạc trưởng của bà.
Album đầu tay của bà Wind from the South, đã được phát hành năm 1999 trên Verve Records, sau đó là Rhythm of Life vào năm 2001 và Luna vào năm 2004. Album đầu tiên của Acuña thu âm tại hãng đĩa Marsalis Music, En Este Momento đã được phát hành vào năm 2009. Bà cũng từng hoà giọng với các nghệ sĩ khác như Peck Almond, George Benson, Joey Calderazzo, Avishai Cohen, Mark Elf, Tom Harrell, Antonio Hart, Arturo O'Farrill và Guillermo Klein.
Acuña đã được chỉ định làm đồng phụ trách cho một lễ hội âm nhạc Chile diễn ra vào tháng 1 năm 2009. Cô cũng là người phát ngôn cho World Vision Chile, một tổ chức phát triển và cứu trợ Kitô giáo quốc tế chuyên về các chương trình phát triển tập trung vào trẻ em. Một trong những bản cover của Acuña là bài hát "Suddenly" của Antonio Carlos Jobim được giới thiệu trên bản nhạc phim gốc của Verve Records cho bộ phim Bossa Nova. Năm 2001, bà thu âm một đĩa đơn với các nhà sản xuất House MKL và Soy Sos của 3 Generations Walking mang tên "Slavery Days" đã nâng danh tiếng của bà lên đáng kể ra ngoài thị trường nhạc jazz. Claudia được ký hợp đồng với hãng thu âm Cambridge, Massachusetts, Marsalis Music.

## Danh sách đĩa nhạc
- Wind from the South (Verve, 2000)
- Rhythm of Life (Verve, 2002)
- Luna (Maxjazz, 2004)
- In These Shoes (Zoho Music, 2008)
- En Este Momento (Marsalis Music, 2009)